# آرامگاه دینگ
آرامگاه دینگ مینگ (چینی: 明定陵; پین‌یین: Míng Dìng Líng) یک آرامگاه یادمانی در چین است که در آنجا وان‌لی، به همراه دو امپراتریس خود، Wang Xijie و ملکه مادر شیاوجینگ، به خاک سپرده شده‌اند. دینگلینگ یکی از سیزده مقبره امپراتوری در آرامگاه دودمان مینگ در منطقه چانگپینگ، ۴۵ کیلومتری شمال مرکز پکن است. دینگلینگ تنها مقبره امپراتور دودمان مینگ است که از زمان تأسیس چین حفاری شده است، وضعیتی که تقریباً نتیجه مستقیم سرنوشتی است که پس از حفاری بر دینگلینگ و محتویات آن وارد شد.

## تاریخچه
امپراتور وان‌لی سیزدهمین امپراتور سلسله مینگ بود و از سال ۱۵۷۲ تا ۱۶۲۰ حکومت کرد. مقبره او، دینگلینگ، بین سال‌های ۱۵۸۴ تا ۱۵۹۰ ساخته شد و مساحتی برابر با ۱۸۰٬۰۰۰ متر مربع (۱٬۹۳۷٬۵۰۳٫۹ فوت مربع) را اشغال می‌کند. این مقبره شامل پنج تالار با چند دیوار است و ۲۷ متر (۸۹ فوت) زیر زمین قرار دارد. نام دینگلینگ برای مقبره‌های امپراتوری چین قبل و بعد از سلسله مینگ استفاده می‌شد.

## حفاری آرامگاه دینگلینگ

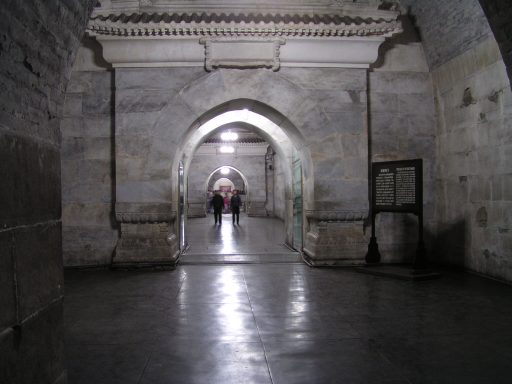
داخل آرامگاه دینگلینگ

گروهی از محققان برجسته به رهبری Guo Moruo و مورخ و معاون شهردار پکن، Wu Han، شروع به حمایت از حفاری چانگلینگ، مقبره یونگ‌لو، بزرگ‌ترین و قدیمی‌ترین مقبره مینگ در نزدیکی پکن کردند. علیرغم کسب تأیید از نخست‌وزیر جئو ئن لای، این طرح توسط باستان‌شناسان به دلیل اهمیت و مشخصات عمومی چانگلینگ رد شد. در عوض، دینگلینگ، سومین مقبره بزرگ از مقبره‌های مینگ، توسط وو هان به عنوان یک سایت آزمایشی در آماده‌سازی برای حفاری چانگلینگ انتخاب شد.

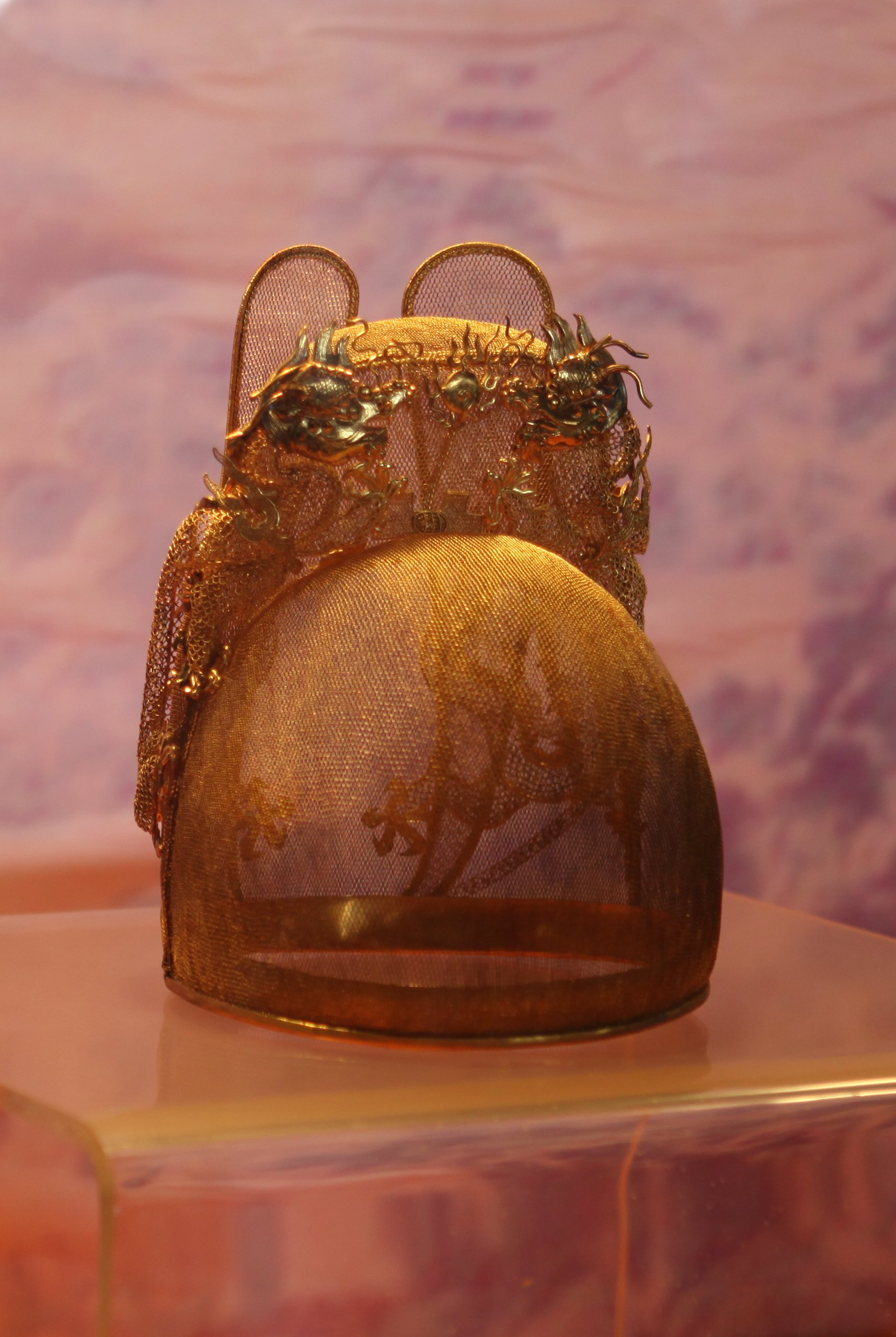
تاج طلایی (ماکت) که از آرامگاه دینگلینگ حفاری شده است

حفاری دینگلینگ در سال ۱۹۵۶ آغاز شد و یک مقبره سالم ۱٬۱۹۵ متر مربع (۱۲٬۸۶۲٫۹ فوت مربع)، بیش از ۳۰۰۰ اثر باستانی؛ هزاران قلم از ابریشم، منسوجات، چوب و چینی، و اسکلت‌های امپراتور وان‌لی و دو امپراتریس او را آشکار کرد. با این حال، نه فناوری و نه منابع کافی برای حفظ مناسب آثار حفاری شده وجود نداشت. پس از چندین آزمایش فاجعه‌بار، مقدار زیادی ابریشم و سایر منسوجات به سادگی در یک اتاق ذخیره‌سازی پر از جریان هوا که از نشت آب خیس شده بود، انباشته شدند. در نتیجه، بیشتر آثار باقی‌مانده به شدت تخریب شده‌اند، و بسیاری از ماکت‌ها بعدها به جای آن در موزه به نمایش گذاشته شدند. علاوه بر این، انگیزه سیاسی پشت حفاری، فشاری برای تکمیل سریع حفاری ایجاد کرد. عجله حاصل باعث شد که مستندسازی حفاری ضعیف باشد. حفاری در سال ۱۹۵۷ به پایان رسید و موزه ای در سال ۱۹۵۹ تأسیس شد.
مشکل بسیار جدی‌تری به زودی پروژه را فرا گرفت، زمانی که مجموعه‌ای از جنبش‌های توده‌ای سیاسی که به زودی به انقلاب فرهنگی چین در سال ۱۹۶۶ تبدیل شد، کشور را فرا گرفت و تمام کارهای باستان‌شناسی برای ده سال آینده متوقف شد.
در طول مرحله اول انقلاب فرهنگی، گارد سرخ متعصب به موزه و مقبره دینگلینگ هجوم بردند و بقایای امپراتور وان‌لی و امپراتریس‌ها را به جلوی مقبره کشاندند، جایی که آنها پس از مرگ «محکوم»، سوزانده و دور ریخته شدند. حتی تابوت‌های آنها نیز نابود شد. بسیاری از آثار دیگر نیز نابود شدند. وو هان، یکی از حامیان اصلی پروژه، به اولین هدف بزرگ انقلاب فرهنگی تبدیل شد، محکوم شد و در سال ۱۹۶۹ در زندان درگذشت.
تا سال ۱۹۷۶، پس از مرگ مائو تسه‌تونگ، کار باستان‌شناسی به‌طور جدی از سر گرفته نشد و گزارش حفاری سرانجام توسط باستان‌شناسانی که از این آشفتگی جان سالم به در برده بودند، تهیه شد.
حفاری دینگلینگ مورد سؤال قرار گرفته است زیرا هرگز به‌طور رسمی تأیید نشد و گزارش حفاری ناکافی تلقی می‌شود. بدتر از آن، عدم وجود فناوری برای حفظ اجساد حفاری شده بود که پس از باز شدن مقبره در مرحله اول انقلاب فرهنگی به سرعت نابود شدند. شکست حفاری دینگلینگ به عنوان استدلالی علیه باز کردن دودمان تانگ Qianling Mausoleum و آرامگاه نخستین امپراتور چین استفاده شده است.
درس‌های آموخته شده از حفاری دینگلینگ منجر به سیاست جدیدی توسط چین شد مبنی بر اینکه هیچ سایت تاریخی به جز برای اهداف نجات حفاری نشود. به‌طور خاص، هیچ پیشنهادی برای باز کردن یک مقبره امپراتوری از زمان دینگلینگ تأیید نشده است، حتی زمانی که ورودی به‌طور تصادفی آشکار شده باشد، همان‌طور که در مورد Qianling Mausoleum اتفاق افتاد. طرح اصلی، استفاده از دینگلینگ به عنوان یک سایت آزمایشی برای حفاری چانگلینگ، کنار گذاشته شد.